# Натиск на юг

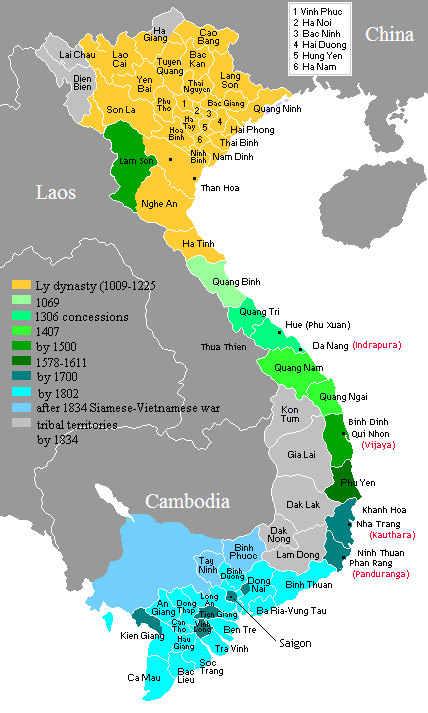
Карта расширения территории Вьетнама по годам

Натиск на юг (вьет. Nam tiến, тьы-ном 南進, нам тиэн) — процесс завоевания вьетами земель, составляющих ныне южную часть Вьетнама. Вьетнам, завоёвывая различные племена, постепенно продвигался к югу от его первичного центра в дельте реки Хонгха. В течение примерно 700 лет Вьетнам утроил свою территории и приобрел современную вытянутую форму.